# Seuler-ház
A Seuler-ház Brassó főterének északnyugati részén, az úgynevezett Lensoron áll, az impozáns Czell-palota mellett. Nevezik még oszlopos háznak (Casa Coloanelor) is. A 18. században a Seuler, utána a Herbertsheim család lakta, majd 1767-től az osztrák katonai parancsnokság használta. A romániai műemlékek jegyzékében a BV-II-m-B-11583 sorszámon szerepel.

## Története
A 16. századból származó barokk épület az 1689-es tűzvészben leégett; 1709–1710-ben Bartholomäus Seuler városbíró építtette újjá. Később a Herbertsheim család tulajdonába került, a 18. század közepén Samuel Herbert von Herbertsheim városbíró átépíttette. A 18. századi Brassó egyik legfényűzőbb épülete volt, így a városvezetés 1767-ben 10 000 forintért megvásárolta, és a városi őrség parancsnokának lett a rezidenciája, továbbá itt volt a határőrség központja is. Brassói látogatásaik során itt szálltak meg a Habsburg uralkodók: II. József (1783 júniusában), I. Ferenc (1817 júniusában és szeptemberében) és Ferenc József (1852 júliusában). Az épületben működött 1835-től a Kronstädter Allgemeine Sparkasse, 1847-től a városi zálogház.
Az első világháború után az épület katonai parancsnokságból bérházzá alakult. 1919–1935 között itt volt a brassói Román Kaszinó (Casina română) kulturális egyesület. 1927-ben itt született Sánta Ferenc Kossuth-díjas magyar író. 1956–1958 között Günther Schuller műépítész vezetésével felújították.

## Leírása
Neoklasszicista stílusú homlokzatát korinthoszi oszlopfők díszítik, a földszinti két boltíves bejárat fölötti pajzsdíszek a Seuler család címerét ábrázolják. Földszintjén jelenleg bank, kávézók, éttermek vannak, az emeleten lakások.
Az épület szárnyai két hosszú belső udvart fognak közre, ezeken keresztül megközelíthető az egykori városerődhöz tartozó Jegyzők zwingere, ahol még látszanak a belső, korai várfal maradványai a Jegyzők tornyával. Innen a 20. században a külső várfalon keresztül átjárás nyílt a Várkert sétányra, ám ezt a sétány 2002-es felújításakor befalazták. A zwingert a 21. század elején parkolóként használták, azonban a 2010-es évek végén tervbe vették gyalogos zónává és turisztikai látványossággá való átalakítását. 2020-ban a parkolót megszüntették, a Várkert sétány felé ismét átjárót nyitottak, a zwingert pedig Brassaï térnek nevezték el.

## Képek

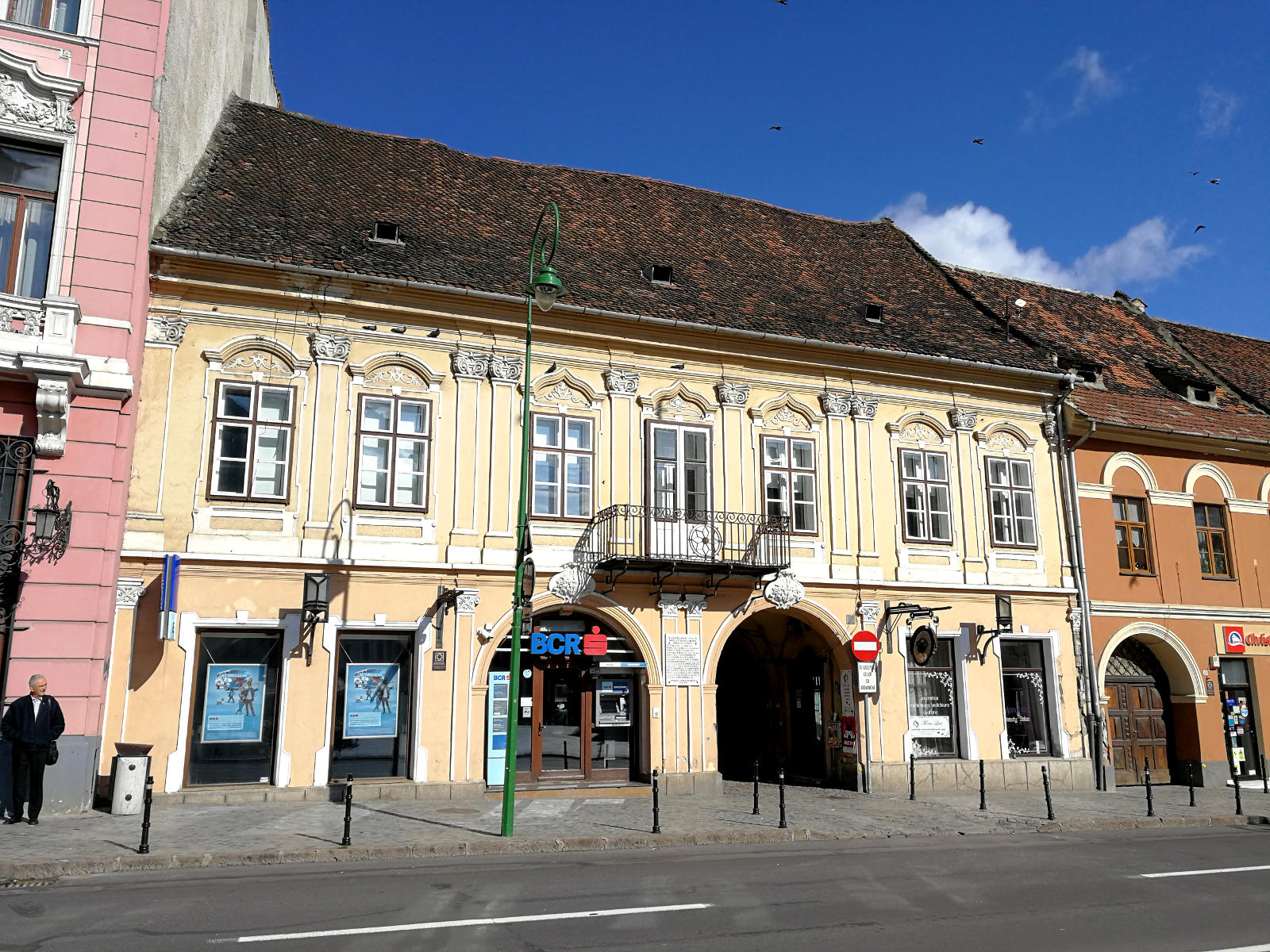
A Seuler-ház
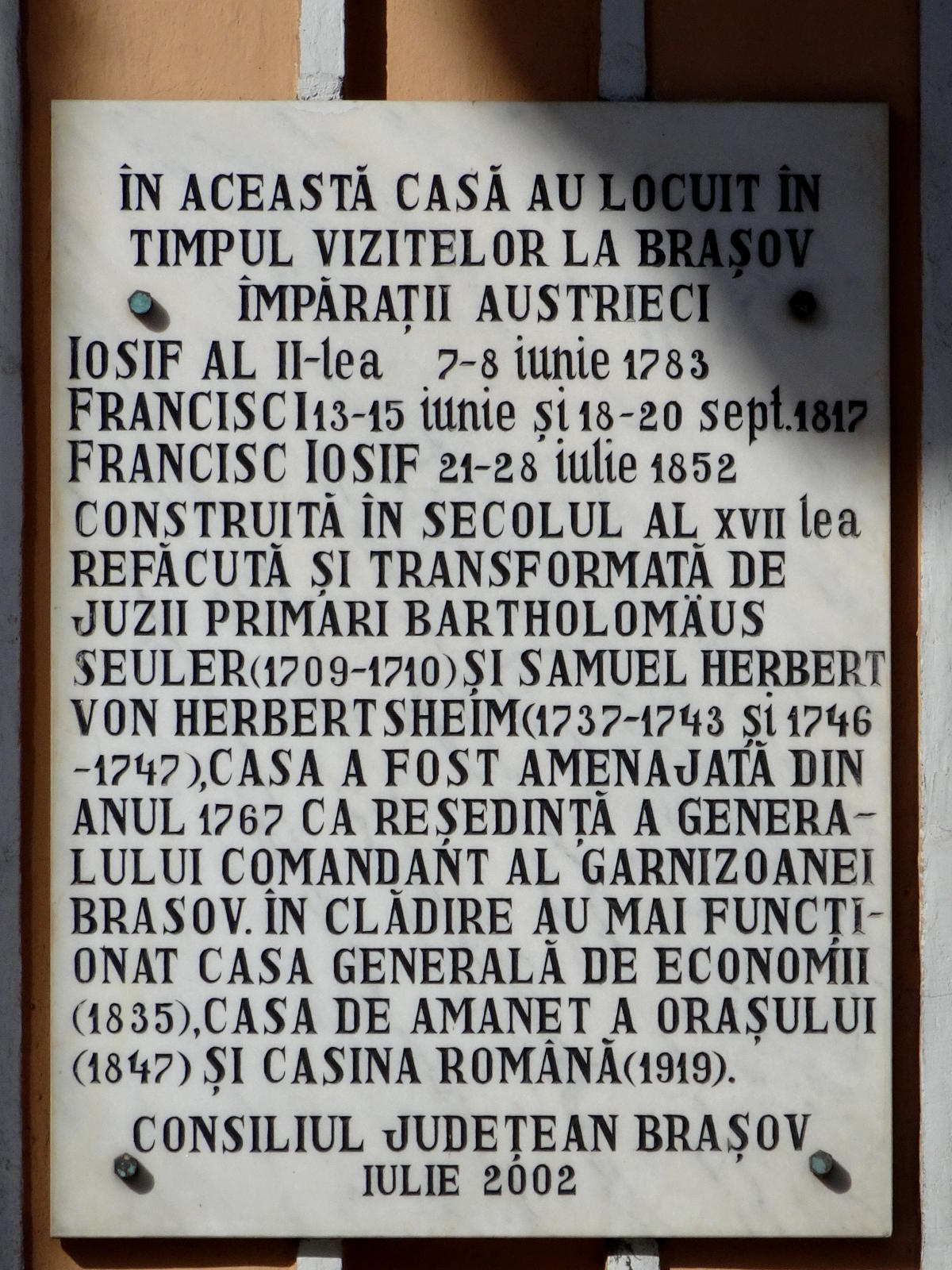
A ház oldalán elhelyezett ismertető tábla
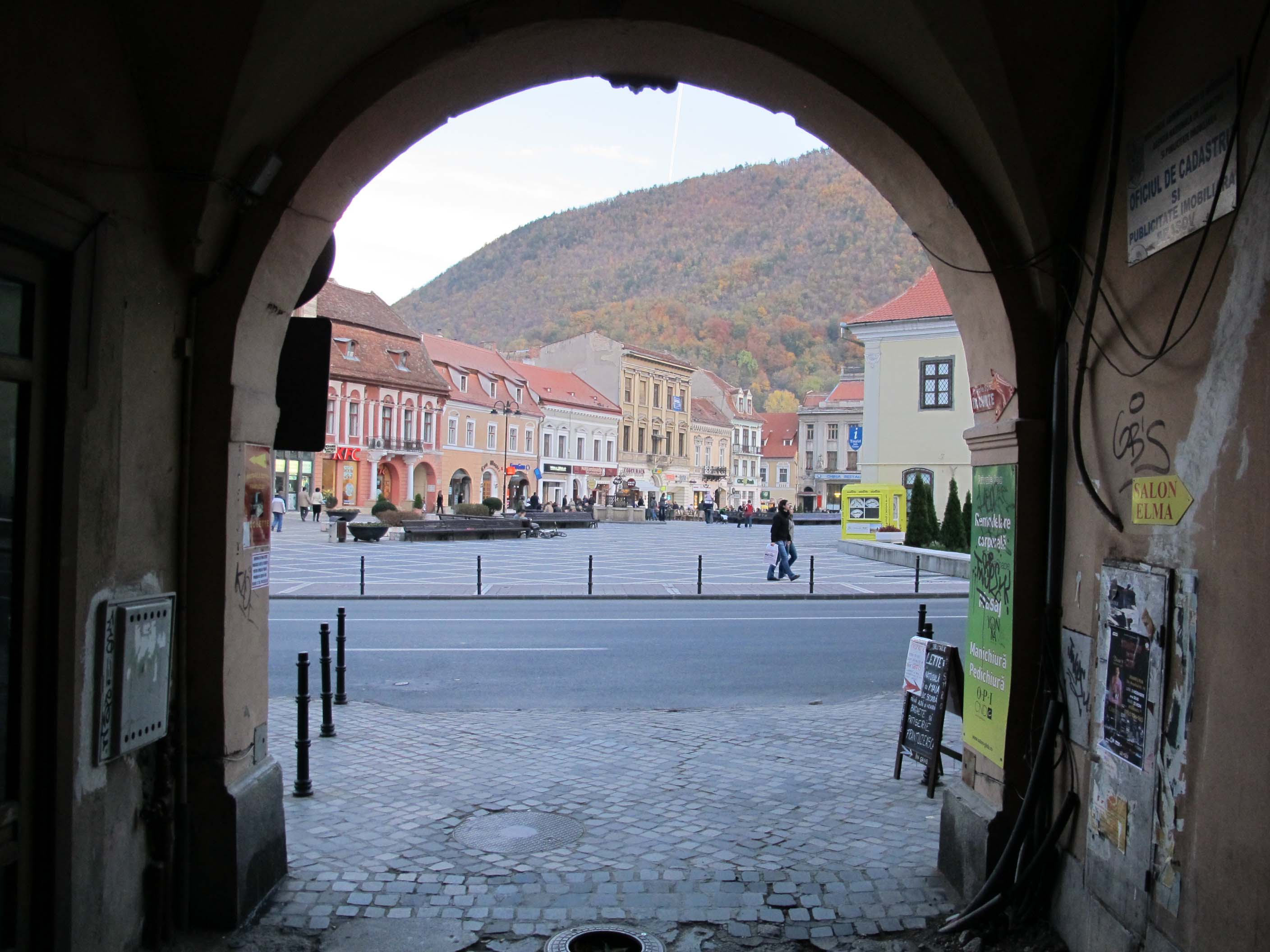
Átjáró
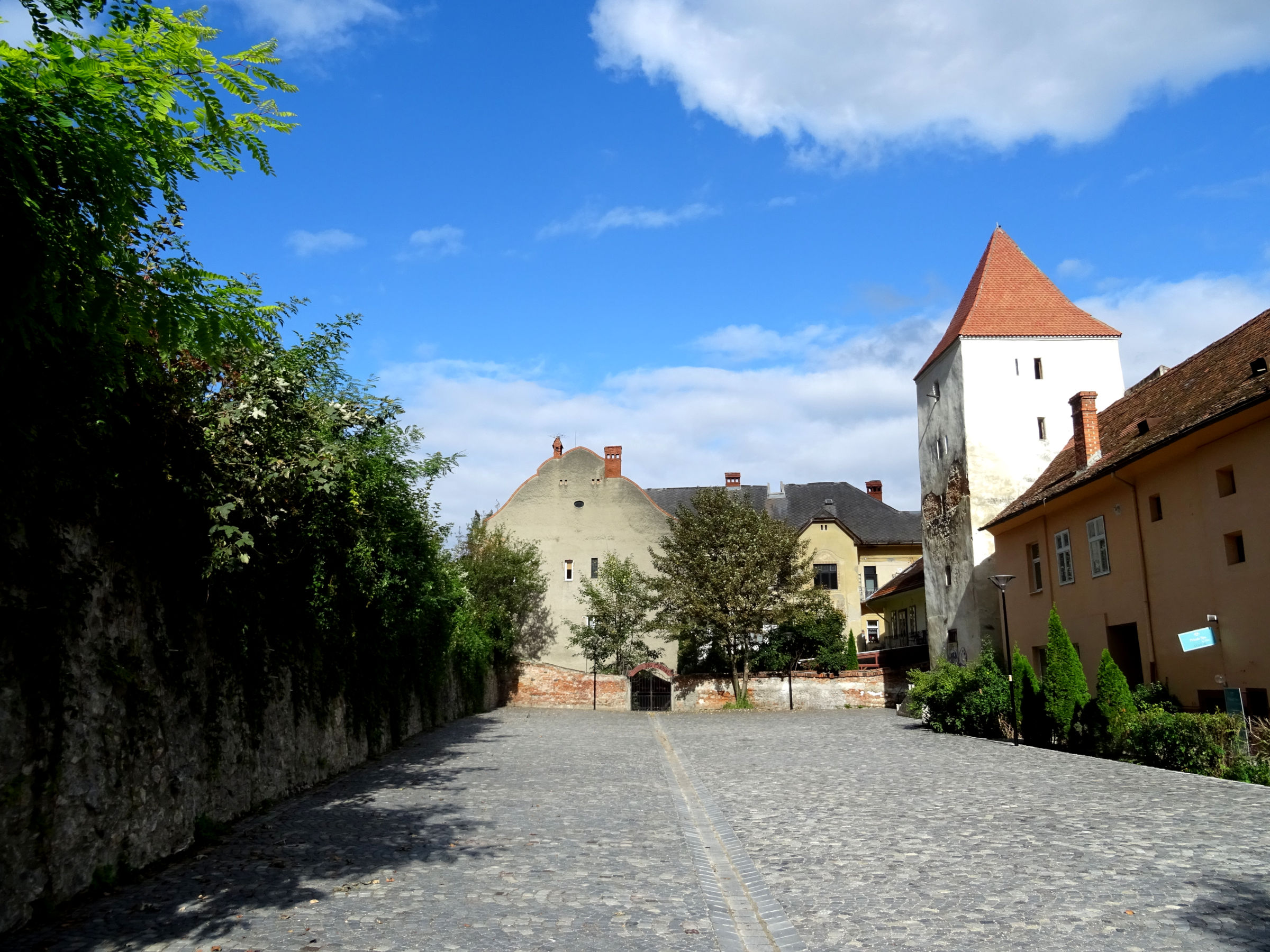
A Jegyzők zwingere